# Équipe de Belgique de football en 2003
Maillots
Chronologie
Saison précédente Saison suivante
L'équipe de Belgique de football dispute en 2003 la deuxième partie des éliminatoires du Championnat d'Europe.

## Objectifs
Le seul objectif pour la Belgique en cette année 2003 est de tenter de se qualifier pour l'Euro 2004 au Portugal.

## Résumé de la saison
Waseige parti au Standard de Liège, le poste de sélectionneur est confié à Aimé Anthuenis, entraîneur à succès d'Anderlecht. Son mandat débute difficilement, avec deux cinglantes défaites, à domicile contre la Bulgarie (0-2) puis en Croatie (4-0), au cours des éliminatoires de l'Euro 2004. La Belgique termine son parcours de meilleure manière mais échoue à la 3e place du groupe. Malgré cet échec, Aimé Anthuenis est confirmé à son poste pour les qualifications pour la Coupe du monde 2006. Le début de ces éliminatoires est catastrophique avec un nul (1-1) contre la Lituanie puis deux défaites (0-2) à domicile, contre l'Espagne et contre la Serbie-et-Monténégro. Une victoire (4-1) contre la Bosnie-Herzégovine à domicile et deux succès (1-2 et 8-0) face à Saint-Marin seront les seuls de la Belgique dans ce groupe. Les Diables Rouges terminent à la quatrième place et ne participent pas à la Coupe du monde pour la première fois depuis 1978, provoquant la colère des médias,.

## Bilan de l'année
L'objectif est manqué, les Belges échouent à la 3e place de leur groupe qualificatif et doivent laisser filer la Croatie en barrages à la différence de buts. Au classement mondial de la FIFA, les Diables Rouges se maintiennent toutefois dans le top 20 et finissent l'année en légère progression à la 16e position.

### Championnat d'Europe 2004

#### Éliminatoires (Groupe 8)
| Rang | Équipe   | Pts | J | G | N | P | Bp | Bc | Diff |  | Résultats (▼ dom., ► ext.) |     |     |     |     |     |
| ---- | -------- | --- | - | - | - | - | -- | -- | ---- |  | -------------------------- | --- | --- | --- | --- | --- |
| 1    | Bulgarie | 17  | 8 | 5 | 2 | 1 | 13 | 4  | +9   |  | Bulgarie                   |     | 2-0 | 2-2 | 2-0 | 2-1 |
| 2    | Croatie  | 16  | 8 | 5 | 1 | 2 | 12 | 4  | +8   |  | Croatie                    | 1-0 |     | 4-0 | 0-0 | 2-0 |
| 3    | Belgique | 16  | 8 | 5 | 1 | 2 | 11 | 9  | +2   |  | Belgique                   | 0-2 | 2-1 |     | 2-0 | 3-0 |
| 4    | Estonie  | 8   | 8 | 2 | 2 | 4 | 4  | 6  | -2   |  | Estonie                    | 0-0 | 0-1 | 0-1 |     | 2-0 |
| 5    | Andorre  | 0   | 8 | 0 | 0 | 8 | 1  | 18 | -17  |  | Andorre                    | 0-3 | 0-3 | 0-1 | 0-2 |     |

- Sélection directement qualifiée pour l'Euro 2004
- Sélection barragiste

### Classement mondial FIFA
| Classement | Équipe               | Score total (déc. 2003) | Points précédents (déc. 2002) | Évolution | Position        |
| ---------- | -------------------- | ----------------------- | ----------------------------- | --------- | --------------- |
| 14         | Cameroun             | 712                     | 685                           | +27       | en augmentation |
| 14         | République d'Irlande | 712                     | 697                           | +15       | en stagnation   |
| 16         | Belgique             | 696                     | 682                           | +14       | en augmentation |
| 17         | Costa Rica           | 682                     | 652                           | +30       | en augmentation |
| 17         | Portugal             | 682                     | 710                           | -28       | en diminution   |

Source : FIFA.

## Les matchs
| Match amical                                                     | Algérie       | 1 - 3   | Belgique                    | Stade du 19-Mai-1956 Annaba, Algérie           |                                                |
| 12 février 2003 · 18:15 heure locale · Historique des rencontres | Belmadi 90+1e | (0 – 2) | E. Mpenza 2e 57e · Sonck 7e | Spectateurs : 40 000 Arbitrage : Jamel Baraket | Spectateurs : 40 000 Arbitrage : Jamel Baraket |
| 12 février 2003 · 18:15 heure locale · Historique des rencontres | Rapport       |         |                             | Spectateurs : 40 000 Arbitrage : Jamel Baraket | Spectateurs : 40 000 Arbitrage : Jamel Baraket |

| Championnat d'Europe 2004 Éliminatoires - Groupe 8            | Croatie                                   | 4 - 0   | Belgique | Stade Maksimir Zagreb, Croatie                  |                                                 |
| 29 mars 2003 · 18:30 heure locale · Historique des rencontres | Srna 9e · Pršo 53e · Marić 68e · Leko 76e | (1 – 0) |          | Spectateurs : 18 117 Arbitrage : Herbert Fandel | Spectateurs : 18 117 Arbitrage : Herbert Fandel |
| 29 mars 2003 · 18:30 heure locale · Historique des rencontres | Rapport                                   |         |          | Spectateurs : 18 117 Arbitrage : Herbert Fandel | Spectateurs : 18 117 Arbitrage : Herbert Fandel |

| Match amical                                                   | Belgique                              | 3 - 1   | Pologne       | Stade Roi Baudouin Laeken, Belgique                   |                                                       |
| 30 avril 2003 · 20:30 heure locale · Historique des rencontres | Sonck 28e · Buffel 55e · Soetaers 85e | (1 – 0) | Krzynówek 80e | Spectateurs : 27 700 Arbitrage : Dougie McDonald (en) | Spectateurs : 27 700 Arbitrage : Dougie McDonald (en) |
| 30 avril 2003 · 20:30 heure locale · Historique des rencontres | Rapport                               |         |               | Spectateurs : 27 700 Arbitrage : Dougie McDonald (en) | Spectateurs : 27 700 Arbitrage : Dougie McDonald (en) |

| Championnat d'Europe 2004 Éliminatoires - Groupe 8           | Bulgarie                          | 2 - 2   | Belgique                          | Stade national Vassil-Levski Sofia, Bulgarie       |                                                    |
| 7 juin 2003 · 19:00 heure locale · Historique des rencontres | Berbatov 52e · Todorov 71e (pen.) | (0 – 1) | S. Petrov 31e (csc) · Clement 56e | Spectateurs : 42 099 Arbitrage : Pierluigi Collina | Spectateurs : 42 099 Arbitrage : Pierluigi Collina |
| 7 juin 2003 · 19:00 heure locale · Historique des rencontres | Rapport                           |         |                                   | Spectateurs : 42 099 Arbitrage : Pierluigi Collina | Spectateurs : 42 099 Arbitrage : Pierluigi Collina |

| Championnat d'Europe 2004 Éliminatoires - Groupe 8            | Belgique                 | 3 - 0   | Andorre | Stade Jules-Otten Gand, Belgique                |                                                 |
| 11 juin 2003 · 20:15 heure locale · Historique des rencontres | Goor 21e 69e · Sonck 44e | (2 – 0) |         | Spectateurs : 12 500 Arbitrage : Sergei Shmolik | Spectateurs : 12 500 Arbitrage : Sergei Shmolik |
| 11 juin 2003 · 20:15 heure locale · Historique des rencontres | Rapport                  |         |         | Spectateurs : 12 500 Arbitrage : Sergei Shmolik | Spectateurs : 12 500 Arbitrage : Sergei Shmolik |

| Match amical                                                  | Belgique      | 1 - 1   | Pays-Bas      | Stade Roi Baudouin Laeken, Belgique             |                                                 |
| 20 août 2003 · 20:15 heure locale · Historique des rencontres | Sonck 39e     | (1 – 0) | Makaay 54e    | Spectateurs : 32 000 Arbitrage : Herbert Fandel | Spectateurs : 32 000 Arbitrage : Herbert Fandel |
| 20 août 2003 · 20:15 heure locale · Historique des rencontres | De Cock 90+3e | Rapport | Cocu 24e, 79e | Spectateurs : 32 000 Arbitrage : Herbert Fandel | Spectateurs : 32 000 Arbitrage : Herbert Fandel |

| Championnat d'Europe 2004 Éliminatoires - Groupe 8                 | Belgique      | 2 - 1   | Croatie          | Stade Roi Baudouin Laeken, Belgique          |                                              |
| 10 septembre 2003 · 20:15 heure locale · Historique des rencontres | Sonck 34e 42e | (2 – 1) | Šimić 37e        | Spectateurs : 35 688 Arbitrage : Graham Poll | Spectateurs : 35 688 Arbitrage : Graham Poll |
| 10 septembre 2003 · 20:15 heure locale · Historique des rencontres |               | Rapport | Šimunić 14e, 72e | Spectateurs : 35 688 Arbitrage : Graham Poll | Spectateurs : 35 688 Arbitrage : Graham Poll |

| Championnat d'Europe 2004 Éliminatoires - Groupe 8               | Belgique                       | 2 - 0   | Estonie | Stade Maurice Dufrasne Liège, Belgique           |                                                  |
| 11 octobre 2003 · 20:15 heure locale · Historique des rencontres | Piiroja 45e (csc) · Buffel 60e | (1 – 0) |         | Spectateurs : 20 000 Arbitrage : Massimo Busacca | Spectateurs : 20 000 Arbitrage : Massimo Busacca |
| 11 octobre 2003 · 20:15 heure locale · Historique des rencontres | Rapport                        |         |         | Spectateurs : 20 000 Arbitrage : Massimo Busacca | Spectateurs : 20 000 Arbitrage : Massimo Busacca |

## Les joueurs
| Joueurs                 | Joueurs                | Amical | QCE 2004 | Amical | QCE 2004 | QCE 2004 | Amical    | QCE 2004 | QCE 2004 |
| ----------------------- | ---------------------- | ------ | -------- | ------ | -------- | -------- | --------- | -------- | -------- |
| Gardiens de but         |                        |        |          |        |          |          |           |          |          |
| Geert De Vlieger        | Willem II Tilburg      | 46e    |          | 90     | 90       | 90       | 90        | 90       | 90       |
| Frédéric Herpoel        | KAA La Gantoise        | 46e    |          | r      | r        | r        | r         | r        | r        |
| Francky Vandendriessche | Excelsior Mouscron     |        | 90,      |        |          |          |           |          |          |
| Yves Van Der Straeten   | K Lierse SK            |        | r        |        |          |          |           |          |          |
| Défenseurs              |                        |        |          |        |          |          |           |          |          |
| Olivier De Cock         | Club Bruges KV         | 90     | 56e 20e  | 82e    | r        | 90 35e   | 62e 90+3e |          |          |
| Daniel Van Buyten       | Olympique de Marseille | 46e    | 90       | 46e    | 90       | 90       | 62e       | 90 18e   | 90       |
| Timmy Simons            | Club Bruges KV         | 90     | 90       | 90     | 90       | 90       | 90        | 90       | 90       |
| Peter Van der Heyden    | Club Bruges KV         | 90     | 90       | 87e    | r        | 80e      | 62e       | r        | r        |
| Joos Valgaeren          | Celtic Glasgow         |        | 67e      | 46e    |          |          | 62e       |          |          |
| Jelle Van Damme         | Ajax Amsterdam         |        | 67e      |        |          |          | 62e 48e   | 90       | 56e      |
| Éric Deflandre          | Olympique lyonnais     |        | 56e 70e  | 82e    | 90 42e   |          | 62e       | 90       | 90       |
| Olivier Deschacht       | RSC Anderlecht         |        |          | 87e    | r        |          | 78e       | r        | 56e      |
| Didier Dheedene         | FK Austria Vienne      |        |          |        | 90       | 80e      |           |          |          |
| Olivier Doll            | RSC Anderlecht         |        |          |        |          |          |           | r        |          |
| Milieux                 |                        |        |          |        |          |          |           |          |          |
| Gaëtan Englebert        | Club Bruges KV         | 90     | 55e      | 87e    |          |          |           |          |          |
| Yves Vanderhaeghe       | RSC Anderlecht         | 90 34e |          |        |          |          |           |          |          |
| Thomas Buffel           | Feyenoord Rotterdam    | 82e    | 90       | 90     | 90       | 73e      | 86e       | 88e      | 87e      |
| Bart Goor               | Hertha Berlin          | 83e    | 90       | 82e    | 90       | 84e      | 90        | 90       | 90       |
| Bernd Thijs             | KRC Genk               | 46e    | r        |        |          |          |           |          |          |
| Tom Soetaers            | Roda JC Kerkrade       | 83e    |          | 82e    | r        | 84e      | 78e       | 90+2e    | r        |
| Walter Baseggio         | RSC Anderlecht         |        | 55e      | 87e    | 90       | 90       | 78e       | 90       | 90       |
| Gaby Mudingayi          | KAA La Gantoise        |        |          | 90     |          | r        |           |          |          |
| Philippe Clement        | Club Bruges KV         |        |          |        | 90       | 90       | 90        | 90       | 90       |
| Jonathan Walasiak       | Standard de Liège      |        |          |        |          | r        | 86e       | 90       | r        |
| Attaquants              |                        |        |          |        |          |          |           |          |          |
| Wesley Sonck            | KRC Genk               | 55e    | 90       | 90     | 74e      | 90       | 78e       | 90+2e    | 80e      |
| Émile Mpenza            | Schalke 04             | 80e    | 90       |        | 74e      | r        |           |          | 80e      |
| Mbo Mpenza              | Excelsior Mouscron     | 55e    |          | 74e    | 90       | 90       | 42e       |          | 90       |
| Cédric Roussel          | RAEC Mons              | 80e    | r        |        |          |          |           |          | 87e      |
| Sandy Martens           | Club Bruges KV         | 82e    | r        | 74e    | r        | 73e      | 42e       | 88e 90e  |          |
| Stein Huysegems         | AZ Alkmaar             |        |          |        |          |          |           | r        |          |

Un « r » indique un joueur qui était parmi les remplaçants mais qui n'est pas monté au jeu.
1. 1 2 3 4 5 6  Première sélection officielle pour le joueur.
2. 1 2 3 4  Dernière sélection officielle pour le joueur.
3. 1 2 3  Premier but officiel pour le joueur.

## Aspects socio-économiques

### Couverture médiatique
| Jour de diffusion | Match               | Compétition          | Diffuseur francophone | Diffuseur néerlandophone |
| ----------------- | ------------------- | -------------------- | --------------------- | ------------------------ |
| 12 février 2003   | Algérie - Belgique  | Amical               | RTL TVI               | VTM                      |
| 29 mars 2003      | Croatie - Belgique  | Championnat d'Europe | RTL TVI               | VTM                      |
| 30 avril 2003     | Belgique - Pologne  | Amical               | RTL TVI               | VTM                      |
| 7 juin 2003       | Bulgarie - Belgique | Championnat d'Europe | RTL TVI               | VTM                      |
| 11 juin 2003      | Belgique - Andorre  | Championnat d'Europe | RTL TVI               | VTM                      |
| 20 août 2003      | Belgique - Pays-Bas | Amical               | RTL TVI               | VTM                      |
| 10 septembre 2003 | Belgique - Croatie  | Championnat d'Europe | RTL TVI               | VTM                      |
| 11 octobre 2003   | Belgique - Estonie  | Championnat d'Europe | RTL TVI               | VTM                      |

Source : Programme TV dans Gazet van Antwerpen.

## Sources

### Archives
1. ↑  (nl) « Concentra online archief », sur krantenarchief.concentra.be, Mediahuis.

### Statistiques
1. ↑  « CLASSEMENT MASCULIN », sur fifa.com, FIFA, 15 décembre 2003 (consulté le 18 juillet 2021)